# Флондор, Янку
Янку Флондор (рум. Iancu Flondor; нем. Johann Ritter von Flondor) (3 августа 1865, Сторожинец (Буковина), Австрийская империя — † 19 октября 1924, Черновцы, Румыния) — провинциальный политик Буковины конца 19-го-начала 20 -го века, крупный землевладелец, бизнесмен. Наиболее известен благодаря своим действиям при распаде Австро-Венгерской империи, были направлены на присоединение всей территории Герцогства Буковина в Королевскую Румынии.

## Жизнеописание
Янку Флондор — потомок древнего аристократического рода: отец, Иоанн Флондор, Георгиевский кавалер, был посвящен в рыцари; мать — урожденная фон Изабелла Добровольская, знаменитая пианистка.
Был женат на Елене Зотти (Zotta), имел троих детей: Шербан, Няго и Мирча.
Янку Флондор закончил среднюю немецкую гимназию в Черновцах (Ober-гимназию) со степенью бакалавра (1884), учился на юридическом факультете Венского университета, получив ученое звание доктора юридических наук.
С военной службы (служил в гусарском полку в г.. Черновцы) уволился в чине лейтенанта запаса австрийской армии.

### Общественно-политическая деятельность
После смерти в 1892 году отца, Янко в наследство достается имущество в Сторожинце .
Янку Флондор был вовлечен в политику Буковины с конца 80-х годов девятнадцатого века, став лидером молодых румын Буковины.
7 марта 1892 года в Черновцах состоялся большой митинг румын, который принял постановление об объединении всех румынских сил в единую национальную партию (в рамках политической силы «Конкорд»). Эта дата в историографии считается, в момент создания Румынской национальной партии Буковины (PNR). В 1898 году Янку Флондор был избран вице руководителем партии, а также членом фракции крупных землевладельцев парламента Буковины.
Из-за споров в партии, он оставил ее и основал другую «Национальный Популярную Партию» («Partidul Naţional Poporal»), где он занимал должность руководителя Центрального Комитета партии, только чтобы воссоединиться в 1902 году с PNR. Затем он занял пост председателя этой партии.
В октябре 1903 года за скандал, связанный с обвинением Янку в антисемитских высказываниях (полностью отвергал), он навсегда вышел из партии PNR.
С началом Первой мировой войны, он имел за свои политические (сепаратистские) взгляды репрессии со стороны австрийских властей, однако, отказался от предложения получить убежище в Румынии.
В 1917 году Янку Флондор, обвиняемый императорской властью Австро-Венгрии в государственной измене, должен был быть осужден за сотрудничество с российским генералом Брусиловим, и избежал этого только благодаря вмешательству членов румынского Императорского Совета и наследственных членов верхней палаты австрийского императорского совета и бывшего губернатора герцогства Буковины.
Осенью 1918 года он снова оказался в центре политического внимания, вернувшись к руководству организации «Движение за национальное освобождение румын Буковины».
Румыния вступила в Первую мировую войну с целью присоединения новых территорий и создания «Великой Румынии» . Едва ли не главным объектом посягательств были этнические украинские земли Буковины.

### Присоединения Буковины к Румынии
После начала распада Австро-Венгерской империи встал вопрос о будущем Буковины.
В 1918 году буковинский парламент (Буковина была отдельным герцогством Австро-Венгрии) имел две крупнейшие фракции — Украинские и румын. Украинцы хотели присоединить к Западно-Украинской Народной Республики только Северную Буковину, населенную преимущественно украинским. А румыны — всю Буковину стремились приобщить к королевской Румынии.
Во второй половине октября 1918 года по выступлениях в австрийском парламенте депутата от Буковины Г. Григоровича подчеркивалось, что "в буковинских румын нет абсолютно никакого сомнения в том, что украинская часть (Буковины) должна принадлежать Украине, а румынская — Румынии ". В то время никто из политических деятелей румынской общины Буковины не предъявлял претензий на северную часть края, заселенную преимущественно украинским.
Украинское движение буковинцев образовал 25 октября 1918 Украинский краевой комитет Буковины, который организовал 3 ноября 1918 года большое Народное вече в Черновцах, где представители разных национальностей большинством проголосовали за присоединение украинской части Буковины к Украинской Народной Республики (УНР). Последний австрийский краевой президент был вынужден подписать акт передачи власти ее представителям Поповичу и Ончула .
6 ноября 1918 года было установлено украинскую власть на землях Буковины, населенных преимущественно украинском. Президентом края было провозглашено Емельяна Поповича.
Одновременно с действиями буковинских украинский в конце октября 1918 году резко активизировались сторонники лозунга «Великой Румынии». Так, сучавская газета «Вяца ноуэ» 27 октября 1918 года выступила с осуждением «национального совета» в Вене, которая предлагала распределение Буковины по национальному признаку. "Что касается Буковины, — писала газета, — то нам кажется, что наши депутаты в парламенте поспешили согласиться на ее расчленение … Исторически и географически Буковина единственная. Это сугубо румынская территория не только от Сучавы до Прута, но и от Ватра-Дорней до Днестра ".
Одновременно с идеологической обработкой населения правящие круги королевской Румынии с помощью пробухарестських политических деятелей Буковины во главе с Я. Флондора пытались создать хотя бы видимость «правовых основ» присоединения к Румынии всей Буковины. В противовес «национальному совету» в Вене было решено создать новую «национальный совет» в Черновцах.
27 октября 1918 года «конституанта», где председателем был Янку Флондор, приняла резолюцию о создании «Румынского национального совета» и «объединение всей Буковины с остальными румынских краев в национальное государство».
Поспешность в проведении «конституанты» были вызваны срочной необходимости в решении фиктивного «представительского собрания» как формального повода для интервенции Румынии. 12 ноября 1918 году румынская армия вступила на северную часть Буковины. А на второй день на территории края было введено осадное положение. Н. Йорг объяснял введение чрезвычайных мер тем, что здесь «дела склонялись в пользу Украинской».
Усилия румынского правительства и флондоровского окружения были направлены на юридическое оформление акта «объединения». С этой целью 23 ноября 1918 года «Комитет буковинских эмигрантов» был передислоцирован румынским правительством с Ясс в Черновцы. На срочном заседании 25 ноября в состав «Румынского национального совета» был кооптирован сразу весь «комитет эмигрантов» в составе 54 человек во главе с И. Нистора . После кооптации «национальный совет» принял решение созвать через три дня «Конгресс буковинского народа», на котором «объединение» Буковины с Румынией было бы провозглашено в форме, которая представляла собой правовую основу.
28 ноября 1918 года под председательством Янку Флондора было сфабриковано решение так называемого Генерального Конгресса Буковины, состоявший преимущественно из румын об объединении Буковины с Румынией .
Правительство ЗУНР заявил протест Румынии в связи с оккупацией северной части Буковины, но не мог помочь буковинцам, так Западно государство уже вела оборонительные бои против польских войск. Правительство гетманской Украины доживал последние дни и тоже не имел реальной военной силы, чтобы встать на защиту своей фактически уже присоединенной территории.

### В Румынии
Янку Флондор надеялся быть избран первым президентом румынского правительства на Буковине, но ряд разногласий с временной администрацией привели к тому, что он 15 апреля 1919 года неожиданно ушел в отставку со всех занимаемых им постов и из политики навсегда. Он умер 15 октября 1924 года в Черновцах. Похоронен новой румынской властью с большими почестями в семейном склепе в Сторожинце .

## Память
Еще при жизни Янку Флондор за свою деятельность в деле присоединения Буковины к Румынии был награждения от имени короля Румынии Большим Крестом.
В Черновцах на более престижная улица с Барской (Herrengasse) стала называться (1919) по улице Янки Флондора (Strada Iancu Flondor).

## награды
- «Крест памяти войны 1916—1918» (1918);
- «Большой Крест» от имени короля Румынии (1918).